# Dysforia gatunkowa
Dysforia gatunkowa – rodzaj dysforii, czasem z elementami dysmorfofobii, połączone z odczuciem, iż ciało danej osoby jest niewłaściwego gatunku. Earls i Lalumière (2009) opisują to jako „poczucie bycia wewnątrz niewłaściwego gatunkowo ciała” oraz „pragnienie bycia zwierzęciem”. Poza literaturą psychologiczną termin ten jest również spotykany w środowiskach terian i otherkinów.

## Definicja i symptomy
Termin „dysforia gatunkowa” jest nieformalnie używany w literaturze psychologicznej dla porównania doświadczeń niektórych osób do tych występujących w środowisku transgenderycznym. Otherkini i terianie korzystają z niego również do opisywania swoich własnych doświadczeń.
W 2008 wedle badań 46% ankietowanych osób identyfikujących się z fandomem furry odpowiedziało twierdząco w pytaniu „Czy uważasz się za człowieka mniej niż w 100%?”; oraz 41% wybrało pozytywną odpowiedź dla pytania „Gdybyś mógł być człowiekiem w 0%, chciałbyś?”. Pytania te zostały dobrane specjalnie w sposób aby nakreślić podobieństwa z dysforią płciową, określając to jako „trwałe poczucie dyskomfortu” z ludzkim ciałem i poczucie uwięzienia „nie-ludzkiego gatunku w ludzkim ciele” do czego przyznało się odpowiednio 24% i 29% ankietowanych.
Z opisów osób doświadczających dysforię gatunkową wynika, iż ludzie tacy mogą odczuwać nawet nadliczbowe, nieistniejące kończyny takie jak fantomowe skrzydła lub pazury. Dysforia ta obejmuje uczucia bycia zwierzęciem lub inną istotą „uwięzioną” w ludzkim ciele, co odróżnia to od likantropii klinicznej, gdzie pacjent wierzy, że jest faktycznie przemieniony w zwierzę lub posiada umiejętność takiej przemiany.

## Literatura
- Lupa (2007). A Field Guide to Otherkin. Megalithica Books.
- Earls, Christopher M and Lalumière, Martin L (2009). A Case Study of Preferential Bestiality Archives of Sexual Behavior, 38:605-609.
- Giffney, Noreen and Hird, Myra J (2008). Queering the non/human. Ashgate.
- Garber, Marjorie (1997). Vested Interests: Cross-Dressing and Cultural Anxiety. Routledge.
- Bonewits, Phaedra and Bonewits, Isaac (2007). Real Energy: Systems, Spirits, And Substances to Heal, Change, And Grow. New Page Books.
- Cárdenas M, Head C, Margolis T and Greco K (2009). „Becoming Dragon: a mixed reality, durational performance in Second Life”. The International Society for Optical Engineering.
- Gerbasi, K. C., Paolone, N., Higner, J., Scaletta, L. L., Bernstein, P. L., Conway, S., & Privitera, A. (2008). „Furries A to Z (Anthropomorphism to Zoomorphism)”. Society & Animals, 16, 197-222.